# Scouting i Danmark
Scoutrörelsen i Danmark består av cirka tio olika föreningar. De flesta av dem är medlemmar av två större federationer, men det finns även några oberoende organisationer. Förutom scoutverksamheten i Danmark bedriver dansk scouting även arbete på Grönland, på Färöarna och i Sydslesvig.
Scouting i Danmark startade 1909. Danska scouter var även bland de första medlemmarna i World Organization of the Scout Movement (WOSM), danska scouter var även med och grundade World Association of Girl Guides and Girl Scouts (WAGGGS). 

## Pojk- och flickscoutorganisationer
- Fællesrådet for Danmarks Drengespejdere (Danska scoutrådet, 47 475 medlemmar), medlem i WOSM
  - Danske Baptisters Spejderkorps (Danska baptisternas scoutförbund)
  - Det Danske Spejderkorps (Danska scoutförbundet), med
    - Dansk Spejderkorps Sydslesvig (Danska scoutförbundet av Sydslesvig)

  - Kalaallit Nunaanni Spejderit Kattufiat - Grønlands Spejderkorps (Grönlands scoutförbund)
  - Føroya Skótaráð (Färöiska scoutrådet), med
    - Føroya Skotasamband (Färöiska scoutförbundet)
    - KFUM-Skotarnir i Føroyum (Färöarnas KFUM-scouter), med
      - Skótalið Frelsunarhersins (Frälsningsarmén)

  - KFUM-Spejderne i Danmark (Danmarks KFUM-scouter), med
    - Metodistkirkens Spejdere i Danmark (Danmarks metodistscouter)
- Pigespejdernes Fællesråd Danmark (Gemensamma federationen för dansk flickscouting, 22 090 medlemmar), medlem i WAGGGS
  - Danske Baptisters Spejderkorps
  - De grønne pigespejdere (De gröna flickscouterna - KFUK)
  - Det Danske Spejderkorps, med
    - Dansk Spejderkorps Sydslesvig

  - Føroya Skótaráð, med
    - Føroya KFUK Skótar (Färöiska KFUK-scouter)
    - Føroya Skótasamband

  - Kalaallit Nunaanni Spejderit Kattufiat - Grønlands Spejderkorps
- Adventistspejderne (Adventist-scout), sammankopplad med Pathfinders International
- De Gule Spejdere i Danmark (Danmarks gyllene scouter), medlem av World Federation of Independent Scouts

## Scoutliknande organisationer
- Bnei Akiva, sionistisk ungdomsorganisation
- DUI-Leg og Virke, socialistisk ungdomsorganisation
- Frivilligt Drenge- og Pige-Forbund (Frivillig pojk- och flickorganisation)
- Royal Rangers Danmark